# وان ولک (کالیفرنیا)
وان ولک، کالیفرنیا (به انگلیسی: Van Vleck, California) یک منطقهٔ مسکونی در ایالات متحده آمریکا است که در شهرستان ال دورادو، کالیفرنیا واقع شده‌است.

## خصوصیات
وان ولک ۱٬۱۸۵ متر بالاتر از سطح دریا واقع شده‌است.